# Altiphylax baturensis
Altiphylax baturensis (батурський гекончик) — вид геконоподібних ящірок родини геконових (Gekkonidae). Ендемік Пакистану.

## Поширення і екологія
Батурські гекончики відомі з двох місцевостей, розташованих в горах Каракоруму на території Гілгіт-Балтистану, на захід від річки Хунза, поблизу льодовика Батура, на висоті 2438 і 3078 м над рівнем моря. Вони живуть на кам'янистих гірських схилах, місцями порослих травою і чагарниками. Живляться комахами та личинками. Вдень відпочивають під камінням, а взимку впадають у сплячку.